# Rivula maxwelli
Rivula maxwelli är en fjärilsart som beskrevs av Robinson 1975. Rivula maxwelli ingår i släktet Rivula och familjen nattflyn. Inga underarter finns listade.